# Lola B11/40
La Lola B11/40 est une barquette de course conçue par le constructeur automobile britannique Lola Cars. Ce prototype est ouvert comme les Lola B05/40 ou Lola B2K/40 déjà victorieuses dans la catégorie LMP2 en Le Mans Series et American Le Mans Series.
Cette barquette est destinée aux clients qui souhaitent s'engager dans la catégorie LMP2 comme Level 5 Motorsports qui en est le premier client connu avec deux voitures en American Le Mans Series. Toutefois devant le manque de concurrencedans sa catégorie, l'écurie Level 5 Motorsports a préféré préparer la saison suivante avec son partenaire HPD et a cessé d'engager ce châssis lors des trois dernières courses. L'écurie argentine PeCom Racing engage de son côté une voiture en Le Mans Series et est invité à participer au 24 Heures du Mans 2011.

## Palmarès
- American Le Mans Series
  - Vainqueur de la catégorie LMP2 des 12 Heures de Sebring 2011 avec le Level 5 Motorsports lors de sa première course.